# Dicranomyia (Dicranomyia) subdichroa
Dicranomyia (Dicranomyia) subdichroa is een tweevleugelige uit de familie steltmuggen (Limoniidae). De soort komt voor in het Palearctisch gebied.